# Villa Nicolás Romero
Villa Nicolás Romero o Ciudad Nicolás Romero è una città del Messico, situata nello stato del Messico.